# 고조촌 (오카야마현 고지마군)
고조촌(興除村)은 오카야마현 고지마군에 설치되었던 촌이다. 현재의 오카야마시에 해당한다.